# Nazionale femminile di pallavolo del Brasile
La nazionale femminile di pallavolo del Brasile è una squadra sudamericana composta dalle migliori giocatrici di pallavolo del Brasile ed è posta sotto l'egida della Federazione pallavolistica del Brasile.

## Rosa
Segue la rosa delle giocatrici convocate per la Volleyball Nations League 2025.
| N° | Nome                  | Ruolo | Data di nascita  | Squadra           |
| -- | --------------------- | ----- | ---------------- | ----------------- |
| 1  | Lanna Machado         | C     | 4 gennaio 2000   | Barueri           |
| 2  | Diana Alecrim         | C     | 22 febbraio 1999 | Türk Hava Yolları |
| 3  | Mácris Carneiro       | P     | 3 marzo 1989     | Praia Clube       |
| 4  | Lorena Viezel         | C     | 21 luglio 1999   | Sesi              |
| 5  | Aline Maestri         | S     | 16 novembre 2005 | Barueri           |
| 7  | Rosamaria Montibeller | O     | 9 aprile 1994    | Denso Airybees    |
| 8  | Júlia Kudiess         | C     | 2 gennaio 2003   | Minas             |
| 9  | Roberta Ratzke        | P     | 28 aprile 1990   | Türk Hava Yolları |
| 10 | Gabriela Guimarães    | S     | 19 maggio 1994   | Imoco             |
| 11 | Luzia Nezzo           | C     | 17 marzo 2004    | Barueri           |
| 12 | Ana Cristina de Souza | S     | 7 aprile 2004    | Fenerbahçe        |
| 14 | Érica Lima            | L     | 21 maggio 1996   | Minas             |
| 15 | Helena Hoengen        | S     | 11 febbraio 2005 | Sesi              |
| 16 | Kisy do Nascimento    | O     | 28 gennaio 2000  | Minas             |
| 17 | Júlia Bergmann        | S     | 21 febbraio 2001 | Türk Hava Yolları |
| 18 | Jheovana Sebastião    | O     | 10 gennaio 2001  | Barueri           |
| 19 | Tainara Santos        | O     | 9 marzo 2000     | Shanghai          |
| 22 | Laís Vasques          | L     | 12 febbraio 1996 | Sesi              |
| 30 | Marcelle da Silva     | L     | 2 febbraio 2002  | Fluminense        |

## Risultati

### Competizioni FIVB
| 1964 | non qualificata | -            |
| 1968 | non qualificata | -            |
| 1972 | non qualificata | -            |
| 1976 | non qualificata | -            |
| 1980 | 7º posto        | Convocazioni |
| 1984 | 7º posto        | Convocazioni |
| 1988 | 6º posto        | Convocazioni |
| 1992 | 4º posto        | Convocazioni |
| 1996 | 3º posto        | Convocazioni |
| 2000 | 3º posto        | Convocazioni |
| 2004 | 4º posto        | Convocazioni |
| 2008 | 1º posto        | Convocazioni |
| 2012 | 1º posto        | Convocazioni |
| 2016 | 5º posto        | Convocazioni |
| 2020 | 2º posto        | Convocazioni |
| 2024 | 3º posto        | Convocazioni |

| 1952 | non qualificata | -            |
| 1956 | 11º posto       | Convocazioni |
| 1960 | 5º posto        | Convocazioni |
| 1962 | 8º posto        | Convocazioni |
| 1967 | non qualificata | -            |
| 1970 | 13º posto       | Convocazioni |
| 1974 | 15º posto       | Convocazioni |
| 1978 | 7º posto        | Convocazioni |
| 1982 | 8º posto        | Convocazioni |
| 1986 | 5º posto        | Convocazioni |
| 1990 | 7º posto        | Convocazioni |
| 1994 | 2º posto        | Convocazioni |
| 1998 | 4º posto        | Convocazioni |
| 2002 | 7º posto        | Convocazioni |
| 2006 | 2º posto        | Convocazioni |
| 2010 | 2º posto        | Convocazioni |
| 2014 | 3º posto        | Convocazioni |
| 2018 | 7º posto        | Convocazioni |
| 2022 | 2º posto        | Convocazioni |

| 2018 | 4º posto | Convocazioni |
| 2019 | 2º posto | Convocazioni |
| 2021 | 2º posto | Convocazioni |
| 2022 | 2º posto | Convocazioni |
| 2023 | 5º posto | Convocazioni |
| 2024 | 4º posto | Convocazioni |
| 2025 | 2º posto | Convocazioni |

| 1973 | 9º posto        | Convocazioni |
| 1977 | non qualificata | -            |
| 1981 | 8º posto        | Convocazioni |
| 1985 | 6º posto        | Convocazioni |
| 1989 | non qualificata | -            |
| 1991 | 8º posto        | Convocazioni |
| 1995 | 2º posto        | Convocazioni |
| 1999 | 3º posto        | Convocazioni |
| 2003 | 2º posto        | Convocazioni |
| 2007 | 2º posto        | Convocazioni |
| 2011 | 5º posto        | Convocazioni |
| 2015 | non qualificata | -            |
| 2019 | 4º posto        | Convocazioni |
| 2023 | 2º posto        | Convocazioni |

### Competizioni CSV
| 1951 | 1º posto        | Convocazioni |
| 1956 | 1º posto        | Convocazioni |
| 1958 | 1º posto        | Convocazioni |
| 1961 | 1º posto        | Convocazioni |
| 1962 | 1º posto        | Convocazioni |
| 1964 | non qualificata | -            |
| 1967 | 2º posto        | Convocazioni |
| 1969 | 1º posto        | Convocazioni |
| 1971 | 2º posto        | Convocazioni |
| 1973 | 2º posto        | Convocazioni |
| 1975 | 2º posto        | Convocazioni |
| 1977 | 2º posto        | Convocazioni |
| 1979 | 2º posto        | Convocazioni |
| 1981 | 1º posto        | Convocazioni |
| 1983 | 2º posto        | Convocazioni |
| 1985 | 2º posto        | Convocazioni |
| 1987 | 2º posto        | Convocazioni |
| 1989 | 2º posto        | Convocazioni |
| 1991 | 1º posto        | Convocazioni |
| 1993 | 2º posto        | Convocazioni |
| 1995 | 1º posto        | Convocazioni |
| 1997 | 1º posto        | Convocazioni |
| 1999 | 1º posto        | Convocazioni |
| 2001 | 1º posto        | Convocazioni |
| 2003 | 1º posto        | Convocazioni |
| 2005 | 1º posto        | Convocazioni |
| 2007 | 1º posto        | Convocazioni |
| 2009 | 1º posto        | Convocazioni |
| 2011 | 1º posto        | Convocazioni |
| 2013 | 1º posto        | Convocazioni |
| 2015 | 1º posto        | Convocazioni |
| 2017 | 1º posto        | Convocazioni |
| 2019 | 1º posto        | Convocazioni |
| 2021 | 1º posto        | Convocazioni |
| 2023 | 1º posto        | Convocazioni |

### Competizioni zonali
| 1955 | 3º posto | Convocazioni |
| 1959 | 1º posto | Convocazioni |
| 1963 | 1º posto | Convocazioni |
| 1967 | 4º posto | Convocazioni |
| 1971 | 4º posto | Convocazioni |
| 1975 | 5º posto | Convocazioni |
| 1979 | 3º posto | Convocazioni |
| 1983 | 4º posto | Convocazioni |
| 1987 | 4º posto | Convocazioni |
| 1991 | 2º posto | Convocazioni |
| 1995 | 6º posto | Convocazioni |
| 1999 | 1º posto | Convocazioni |
| 2003 | 4º posto | Convocazioni |
| 2007 | 2º posto | Convocazioni |
| 2011 | 1º posto | Convocazioni |
| 2015 | 2º posto | Convocazioni |
| 2019 | 4º posto | Convocazioni |
| 2023 | 2º posto | Convocazioni |

| 2002 | non qualificata | -            |
| 2003 | 4º posto        | Convocazioni |
| 2004 | 4º posto        | Convocazioni |
| 2005 | 3º posto        | Convocazioni |
| 2006 | 1º posto        | Convocazioni |
| 2007 | 2º posto        | Convocazioni |
| 2008 | 2º posto        | Convocazioni |
| 2009 | 1º posto        | Convocazioni |
| 2010 | 8º posto        | Convocazioni |
| 2011 | 1º posto        | Convocazioni |
| 2012 | 2º posto        | Convocazioni |
| 2013 | 4º posto        | Convocazioni |
| 2014 | non qualificata | -            |
| 2015 | 7º posto        | Convocazioni |
| 2016 | non qualificata | -            |
| 2017 | non qualificata | -            |
| 2018 | 4º posto        | Convocazioni |

| 1978 | ?        | -            |
| 1982 | 2º posto | Convocazioni |
| 2010 | 1º posto | Convocazioni |
| 2014 | 3º posto | Convocazioni |

### Competizioni estinte
| 1993 | 4º posto        | Convocazioni |
| 1994 | 1º posto        | Convocazioni |
| 1995 | 2º posto        | Convocazioni |
| 1996 | 1º posto        | Convocazioni |
| 1997 | non qualificata | -            |
| 1998 | 1º posto        | Convocazioni |
| 1999 | 2º posto        | Convocazioni |
| 2000 | 3º posto        | Convocazioni |
| 2001 | 5º posto        | Convocazioni |
| 2002 | 4º posto        | Convocazioni |
| 2003 | 8º posto        | Convocazioni |
| 2004 | 1º posto        | Convocazioni |
| 2005 | 1º posto        | Convocazioni |
| 2006 | 1º posto        | Convocazioni |
| 2007 | 5º posto        | Convocazioni |
| 2008 | 1º posto        | Convocazioni |
| 2009 | 1º posto        | Convocazioni |
| 2010 | 2º posto        | Convocazioni |
| 2011 | 2º posto        | Convocazioni |
| 2012 | 2º posto        | Convocazioni |
| 2013 | 1º posto        | Convocazioni |
| 2014 | 1º posto        | Convocazioni |
| 2015 | 3º posto        | Convocazioni |
| 2016 | 1º posto        | Convocazioni |
| 2017 | 1º posto        | Convocazioni |

| 1993 | non qualificata | -            |
| 1997 | 3º posto        | Convocazioni |
| 2001 | 4º posto        | Convocazioni |
| 2005 | 1º posto        | Convocazioni |
| 2009 | 2º posto        | Convocazioni |
| 2013 | 1º posto        | Convocazioni |
| 2017 | 2º posto        | Convocazioni |

| 1988 | non qualificata | -            |
| 1990 | non qualificata | -            |
| 1992 | non qualificata | -            |
| 1994 | 2º posto        | Convocazioni |

| 1996 | 3º posto | Convocazioni |

| 2008 | 1º posto        | Convocazioni |
| 2009 | 1º posto        | Convocazioni |
| 2010 | non qualificata | -            |

| 1986 | non qualificata | -            |
| 1990 | 3º posto        | Convocazioni |
| 1994 | non qualificata | -            |

| 1988 | ?               | -            |
| 1989 | ?               | -            |
| 1990 | ?               | -            |
| 1991 | non qualificata | -            |
| 1992 | 6º posto        | Convocazioni |
| 1993 | 2º posto        | Convocazioni |
| 1994 | 1º posto        | Convocazioni |
| 1995 | 1º posto        | Convocazioni |
| 1996 | 2º posto        | Convocazioni |
| 1998 | 4º posto        | Convocazioni |
| 1999 | 4º posto        | Convocazioni |
| 2000 | non qualificata | -            |
| 2001 | non qualificata | -            |
| 2002 | 5º posto        | Convocazioni |
| 2003 | 3º posto        | Convocazioni |
| 2004 | non qualificata | -            |
| 2005 | 1º posto        | Convocazioni |
| 2006 | 1º posto        | Convocazioni |
| 2007 | non qualificata | -            |
| 2008 | non qualificata | -            |
| 2009 | 1º posto        | Convocazioni |
| 2010 | non qualificata | -            |
| 2011 | non qualificata | -            |
| 2013 | 1º posto        | Convocazioni |
| 2014 | 5º posto        | Convocazioni |
| 2015 | non qualificata | -            |
| 2016 | 5º posto        | Convocazioni |
| 2017 | 1º posto        | Convocazioni |
| 2018 | 4º posto        | Convocazioni |

| 2004 | 1º posto        | Convocazioni |
| 2005 | 1º posto        | Convocazioni |
| 2006 | 1º posto        | Convocazioni |
| 2008 | non qualificata | -            |